# La furia di Roma
La furia di Roma (The Furies of Rome) è un romanzo storico di Robert Fabbri, ed è il settimo capitolo della saga Il destino dell'imperatore, che ha come protagonista Tito Flavio Vespasiano. Uscito nel 2016, è stato poi pubblicato in Italia nel 2018. La trama del romanzo verte essenzialmente sulla caduta di Agrippinia e la rivolta di Budicca, dall'autore soprannominata "la Furia di Roma". 

## Trama
Anno 58 d.C.
Ancora una volta, Roma è in tumulto. Nerone, l'Imperatore, si è perdutamente innamorato di Poppea; per riuscire ad averla l'imperatore deve assassinare Ottavia, sua moglie e perfino ordinare la morte della madre Agrippina (sia perché era contraria alla relazione sia perché stanco della sua influenza politica). Vespasiano scopre ben presto che la nuova amante dell'imperatore non gli è affatto amica e la sua ascesa al potere può soltanto significare un imminente pericolo. Inoltre, le follie di Nerone raggiungono un nuovo apice, al punto che Roma è minacciata da una tremenda crisi finanziaria. Seneca, che vuole farsi restituire dei prestiti, invia Vespasiano in Britannia. L'Imperatore, infatti, sembrerebbe intenzionato ad abbandonare la provincia, ma dietro a quella decisione si nascondono i soliti intrighi del palazzo, che minacciano di distruggere il già precario equilibrio politico e sociale di Roma. Vespasiano e i suoi alleati assisteranno così alla criminale gestione della provincia da parte dei governatori romani e alla sanguinosa rivolta di Budicca, che anziché far riottenere l'indipendenza all'Isola provocherà un rafforzamento del dominio romano, destinato a durare per secoli. Il giovane Tito, diventato tribuno, si distinguerà combattendo in Germania e in Britannia, come aveva fatto suo padre Vespasiano in passato.
Il libro è diviso in un prologo, ambientato a Roma nel novembre del 58 d.C., e di quattro parti:
1. Terme di Cotilia, novembre del 58 d.C.
2. Roma e Baia, novembre del 58 d.C. - marzo del 59 d.C.
3. Roma, 60 d.C.
4. Britannia, 60-61 d.C.

## Personaggi
- Vespasiano: protagonista della serie.
- Sabino: fratello di Vespasiano. Prefetto Urbano di Roma.
- Vespasia: madre dei due protagonisti. Muore all'inizio del romanzo, con gran dolore di Vespasiano.
- Gaio Vespasio Pollone: zio materno dei protagonisti, in quanto fratello di Vespasia. Si dispera perché la madre e la moglie di Vespasiano vivono in casa sua e si odiano, coinvolgendolo nelle loro liti domestiche.
- Flavia: moglie di Vespasiano e madre dei suoi figli, Tito, Domiziano (futuri imperatori) e Flavia minore.
- Tito: figlio di Vespasiano e futuro imperatore. Diventa tribuno e combatterà al fianco del padre.
- Magno: capo della Fratellanza dei Crocevia, amico e alleato di Vespasiano.
- Hormus: schiavo di origine armena di Vespasiano, diventa poi suo fedele liberto.
- Corbulone: generale e politico romano, amico di Vespasiano. Con Magno ha rapporti decisamente conflittuali. Viene menzionata nel romanzo la guerra che conduce vittoriosamente contro i parti, che sta suscitando a Roma molte invidie.
- Cenis: Amante di Vespasiano.
- Agrippina: nipote di Claudio. Artefice della caduta di Messalina, diventerà nuova imperatrice col supporto di Pallade, suo amante. Nemica di Vespasiano e della sua famiglia. In questo romanzo viene assassinata per volontà del figlio, stanco delle sue brame di potere
- Pallade: fedele liberto di Claudio, dopo essere stato al servizio di sua madre Antonia. Per anni segretario imperiale, aveva favorito l'ascesa di Agrippina, anche perché i due hanno una relazione. Con la caduta di Agrippina viene costretto dall'imperatore Nerone al suicidio, con gran dolore di Vespasiano e di Gaio Vespasio Pollone, che lo consideravano un amico.
- Nerone: imperatore di Roma. Figlio di Agrippina e figlio adottivo del suo predecessore Claudio.
- Seneca: principale consigliere dell'imperatore Nerone.
- Ottavia: moglie di Nerone. Questi la farà assassinare per prendersi Poppea, la donna di cui è innamorato.
- Poppea: amante e poi seconda moglie di Nerone. Si rivelerà essere una donna manipolatrice e nemica dei protagonisti.
- Budicca: regina degli Iceni, celebre condottiera britannica che cercherà di scacciare i Romani dalla Britannia a seguito della tortura che lei e le sue figlie hanno subito per mano loro. Dopo aver raso al suolo Camolodulum, Veriulamiun e Londinium e aver decimato la IX Legione guidata da Ceriale (genero di Vespasiano), viene infine sconfitta dal generale e governatore romano Paolino nella Battaglia di Watling Street, e si toglie la vita per non cadere prigioniera dei romani. Le sue gesta e il suo coraggio susciteranno il rispetto di Vespasiano e di suo fratello.
- Mryddin: druido spietato alleato di Budicca, barba e capelli lunghi e grigi.
- Cogidubno: principe britanno. I romani lo riconosceranno come re degli Atrebati alla morte del nonno e questi combatterà al fianco dei romani contro Carataco (che odia per motivi personali) e in questo romanzo contro la regina Budicca. Stringe amicizia con Vespasiano e gli salverà anche la vita in più occasioni.
- Jorik: decurione di origine batava al servizio di Tito. Muore per salvare la vita al suo superiore.

## Edizioni
- Robert Fabbri, La furia di Roma, traduzione di Emanuele Boccianti, Newton Compton, 2018,  p. 383, ISBN 978-88-227-1361-2.